# Roy Krishna
Roy Krishna (ur. 20 sierpnia 1987 w Siberii koło Labasy) – fidżyjski piłkarz grający na pozycji napastnika. Występuje obecnie w klubie Odisha FC oraz reprezentacji Fidżi.

## Kariera klubowa
Karierę piłkarską Krishna rozpoczął w klubie Labasa FC. W jego barwach zadebiutował w 2006 roku w National Football League. W 2007 roku wygrał z Labasą te rozgrywki. W 2008 roku Krishna został piłkarzem nowozelandzkiego Waitakere United, gdzie grał z rodakiem Ronilem Kumarem. W New Zealand Football Championship zadebiutował 16 marca 2008 roku w wygranym 1:0 domowym meczu z Auckland City FC. W 2008 roku wywalczył mistrzostwo Nowej Zelandii oraz wygrał Klubowe Mistrzostwo Oceanii. W sezonie 2008/2009 strzelił 8 goli w 11 meczach, w tym 2 w meczu z Canterbury United (2:0). W 2009 roku Krishną zainteresowany był PSV Eindhoven. W 2013 został zawodnikiem Auckland City FC. Po pół roku spędzonym w tym klubie Fidżyjczyk przeniósł się do Wellington Phoenix. Grał tam przez 5 lat. 18 czerwca 2019 roku Krishna podpisał kontrakt z klubem ATK. W wyniku fuzji dwóch klubów – ATK i Mohun Bagan, wychowanek Labasy FC został przeniesiony do klubu ATK Mohun Bagan. Potem występował w innych indyjskich klubach: Bengaluru FC i Odisha FC.

## Kariera reprezentacyjna
W reprezentacji Fidżi Krishna zadebiutował w 2007 roku podczas Igrzysk Południowego Pacyfiku, na których stworzył atak z Oseą Vakatalesau. Wraz z kadrą narodową grał w eliminacjach do Mistrzostw Świata w RPA i strzelił w nich 6 goli, w tym 3 w meczu przeciwko Tuvalu (16:0). Krishna grał także w młodzieżowych zepołach reprezentacji Fidżi – w drużnie do lat 20 i drużynie do lat 23. Został powołany na Puchar Narodów Oceanii 2024.

## Udział w Letnich Igrzyskach Olimpijskich
Roy Krishna był kapitanem kadry Fidżi na Letnich Igrzyskach Olimpijskich 2016 w piłce nożnej. Rozegrał w niej wszystkie trzy spotkania. Został on strzelcem ważnego dla Fidżi gola – pierwszego w historii zdobytego na LIO (w przegranym 1:5 meczu z Meksykiem).